# Ecnomus apiculatus
Ecnomus apiculatus là một loài Trichoptera trong họ Ecnomidae. Chúng phân bố ở miền Australasia.